# Jhornan Zamora
 (janvier 2024).
Pour les articles homonymes, voir Zamora (homonymie).
Jhornan Zamora (né le 30 janvier 1989) est un joueur venezulien de basket-ball. Il détient également la nationalité espagnole. 
Il fait partie de l'équipe vénézuélienne lors de la Coupe du monde de basket-ball FIBA 2019, terminée à la 14e position.

## Biographie
Il commence sa carrière en tant que jeune pour le CB Valladolid en 2004 et joue pour l'équipe jusqu'en 2009.
En septembre 2015, il rejoint le club espagnol d'Ourense Baloncesto pour un contrat d'un an, renouvelé pour les saisons 2017-2018 et 2018-2019.
En juillet 2019, il quitte le Club Ourense et signe avec le club français de l'ALM Évreux.
En juillet 2021, il signe avec le club de seconde division de Saint-Quentin Basket-Ball.

## Clubs
- 2009-2011 :  Clinicas Rincón (LEB Oro)
- 2011-2012 :  CB Valladolid (Liga Endesa)
- 2012-2013 :  Palencia Baloncesto (LEB Oro)
- 2013 :  Trotamundos de Carabobo (Superliga)
- 2013-2014 :  Guácharos de Monagas (Liga Sudamericana) 3 matchs
- 2014-2015 :  Trotamundos de Carabobo (Superliga)
- 2015-2016 :  Club Ourense Baloncesto (LEB Oro)
- 2016-2017 :  Palencia Baloncesto (LEB Oro)
- 2017 :  Cimarrones del Choco (LPB) 6 matchs
- 2017 :  Metropolitanos de Caracas (D2) 2 matchs
- 2017-2018 :  CEB Puerto Montt (Liga Nacional)
- 2017-2018 :  Club Ourense Baloncesto (LEB Oro)
- 2018 :  Trotamundos de Carabobo (Superliga)
- 2018-2019 :  Club Ourense Baloncesto (LEB Oro)
- 2019-2021 :  ALM Évreux Basket (Pro B)
- 2021 :  Trotamundos de Carabobo (Superliga)
- 2021-2022 :  Saint-Quentin Basket-Ball (Pro B)
- 2022 : 
  -  Trotamundos de Carabobo (Superliga)
  -  Titanes de Barranquilla (LPB) 5 matchs
- 2022-2023 :  Club Ourense Baloncesto (LEB Oro)
- 2023 :   Trotamundos de Carabobo (Superliga)
- 2023 :  Titanes de Barranquilla (LPB)
- Depuis déc 2023 :  Alliance Sport Alsace (Pro B)

## Sélection nationale
International depuis 2012, Jhornan Zamora participe avec l'équipe du Venezuela à la Coupe du monde de la FIBA 2019 et 2023.

## Palmarès
- Champion de Colombie 2023
- Finaliste de la Liga Sudamericana 2023